# Parafia Narodzenia Najświętszej Marii Panny w Zielonkach
Parafia Narodzenia Najświętszej Maryi Panny w Zielonkach – rzymskokatolicka parafia należąca do dekanatu Kraków-Krowodrza archidiecezji krakowskiej. 

## Historia
Parafia powstała na przełomie XIII i XIV wieku i podlegała krakowskiej kapitule katedralnej. W 1531 roku kapituła oddała prawo patronatu Uniwersytetowi Krakowskiemu otrzymując w zamian kamienicę Zerwikaptur na ulicy Grodzkiej. Proboszczowie mieszkali zazwyczaj w Krakowie czerpiąc zyski z beneficjum. W 1783 roku patronat nad parafią objął prepozyt kolegiaty św. Anny. W 1878 roku parafia zyskała niezależność, a proboszczowie zaczęli rezydować w Zielonkach. 
Do parafii należą wierni z miejscowości: Garlica Murowana, Pękowice oraz Zielonki.